# テオフィロ・ブラガ
ジョアキム・テオフィロ・フェルナンデス・ブラガ（ポルトガル語: Joaquim Teófilo Fernandes Braga、1843年2月24日 - 1924年1月28日）は、ポルトガルの作家、政治家。
1988年から発行されていた1000エスクード紙幣に肖像が印刷されていた。

## 生涯
1843年に軍人と貴族の両親の元で生まれる
コインブラ大学法学部を卒業後、リスボンで文学を教える。文学史、民俗学、詩、小説、哲学など様々な分野で活躍した。
学生時代に実証主義の社会学的影響を受けた事で、共和主義を身につけた。

### 政治経歴
1878年、連邦主義と共和主義を掲げて代議士に立候補。ポルトガル共和党のいくつもの地位を占めた。1910年1月1日、党幹部会の事実上のメンバーとなる。他のメンバーにはバシリオ・テレス、エウセビオ・レアン、ジョゼ・クペルティノ・リベイロ、ジョゼ・レルヴァスらがいた。
1910年8月28日、リスボンで代議士に選出される。同年10月5日、1910年10月5日革命による共和政の成立でブラガは臨時政府初代大統領に就任した。その政治家としてのキャリアは短く、大統領職は1911年から1915年までマヌエル・デ・アリアガに任せた。
1924年に自宅のオフィスで急死する。

## 人物
所属していた共和党は世俗主義的だったが、ブラガ自身は敬虔なカトリック教徒だった。

## 著作

### 詩
- Visão dos Tempos（1864年）
- Tempestades Sonoras（1864年）
- Torrentes（1869年）
- Miragens Seculares（1884年）

### 小説
- Contos Fantásticos（1865年）
- Viriato（1904年）

### 随筆
- As Teorias Literárias - Relance sobre o Estado Actual da Literatura Portuguesa（1865年）
- História da Poesia Moderna em Portugal（1869年）
- História da Literatura Portuguese（Introdução）(1870年）
- História do Teatro Português（1870年-1871年）
- Teoria da História da Literatura Portuguesa（1872年）
- Manual da História da Literatura Portuguesa（1875年）
- Bocage, sua Vida e Época（1877年）
- Parnaso Português Moderno（1877年）
- Traços gerais da Filosofia Positiva（1877年）
- História do Romantismo em Portugal（1880年）
- Sistema de Sociologia（1884年）
- Camões e o Sentimento Nacional（1891年）
- História da Universidade de Coimbra（1891年-1902年）
- História da Literatura Portuguesa（1909年-1918年）

### 作品集・研究
- Antologias:Cancioneiro Popular（1867年）
- Contos Tradicionais do Povo Português（1883年）